# 浮動株基準株価指数
浮動株基準株価指数（ふどうかぶきじゅんかぶかしすう、英: float-adjusted stock market index）や浮動株時価総額加重型とは、市場全体の価格変動を評価する上で、対象市場に上場している各銘柄の浮動株の時価総額で重み付けして株価指数の評価対象にする算出方法。S&P 500、ナスダック100指数、東証株価指数、ドイツ株価指数、FTSE100種総合株価指数など、ほとんどの時価総額加重平均型株価指数は現在では浮動株基準となっている。

## 概要
主に機関投資家の間で、リスクヘッジの一手法としてインデックスファンドが盛んに行われるようになってきた。この運用は、マーケットの株価指数に連動して、機械的に各銘柄の売買が行われる。このとき、時価総額基準では売買銘柄の数量算出は個々の銘柄時価総額に比例して行われる。しかし、浮動株比率の低い銘柄の場合では、インデックス運用による株価の乱高下が発生しやすい問題があった。また、時価総額の極端に大きい銘柄の株価はマーケットの株価指数と逆に連動してしまう現象も散見された。
これを浮動株基準に変更した場合、各銘柄の株数と価格から指数を算出するため、浮動株の多い株はインデックス運用でも多く売買され、逆に浮動株の少ない株はインデックス運用では少なく売買される。このため、インデックス運用が個々の銘柄の価格決定に与える影響を小さくできると考えられている。
ただし、浮動株の株数をどのように定義するかという問題がある。簡単な方法では「上位10社の所有株式数と該当企業の役員・持ち株会社所有の株を固定株、それ以外を浮動株とする」というものである。この浮動株の算出方法の定義次第では新たな問題が発生する可能性がある。

## 東証株価指数
日本の東京証券取引所では東証株価指数 (TOPIX) への導入を2005年10月末より段階的に行い、2006年6月30日に実施された3回目の反映を以て完了した。2022年4月より浮動株の定義を変更し、政策保有株を浮動株から除外。

### TOPIX導入時の影響
浮動株基準が東証株価指数に導入された場合、その直後は、浮動株比率が高く時価総額の低い銘柄は買われ、逆に浮動株比率が低く時価総額の低い銘柄は売られるといわれていた。2004年2月8日、みずほコーポレート銀行保有のキヤノン株500万株の放出が発表された。これも、東証株価指数に浮動株基準化を睨んだ動きと言われている。